# Poikilodermie
Poikilodermie (von altgriechisch ποικίλλω poikilo, deutsch ‚bunt, verschiedenartig‘ und altgriechisch δέρμα derma, deutsch ‚Haut‘, englisch Poikiloderma) ist die unspezifische Sammelbezeichnung einer Gruppe von Hautkrankheiten.
Poikilodermien sind epidermale diffuse Atrophien, die zusammen mit erweiterten Kapillargefäßen der Haut (Teleangiektasie) und Erythem sowie einer Hyper- oder einer Hypopigmentierung auftreten.
Die Ursachen für eine Poikilodermie können sehr unterschiedlich sein. Sowohl erbliche als auch erworbene Formen von Poikilodermie sind bekannt.
Erworbene Formen von Poikilodermie können durch entzündliche oder autoimmune Erkrankungen hervorgerufen werden. Typischerweise tritt sie bei chronischer Belastung mit Ultraviolettstrahlung und nach einer Strahlentherapie auf.

## Einteilung
Folgende Einteilung ist gebräuchlich:
- Kongenitale Poikilodermie, Hauptmerkmal ist die Poikilodermie
  - Rothmund-Thomson-Syndrom
  - Poikilodermie, kongenitale Typus Thomson, Synonyme: Thomson-Syndrom; Thomson-Krankheit[5]
  - Dyskeratosis congenita
  - Dowling-Syndrom Synonyme: Poikilodermie, kongenitale mit warzigen Hyperkeratosen; Dowling-Syndrom; Thomson-Syndrom Typus verrucosus; Typ verrucosus des Thomson-Syndrom
  - Kindler-Syndrom
  - Dysplasie, kongenitale ektodermale mit Katarakt
  - Akrokeratotische kongenitale Poikilodermie, Typ Weary, Synonym: Hereditäre sklerosierende Poikilodermie mit Sehnen- und Lungenbeteiligung[6]
  - Xeroderma pigmentosum
  - Poikilodermie mit Neutropenie[7]
  - Progerie (Hutchinson-Gilford-Syndrom)
  - POIKTMP-Syndrom[8]
- Syndromale Poikilodermie, im Rahmen von Syndromen
  - Werner-Syndrom
  - Hartnup-Krankheit
  - Goltz-Gorlin-Syndrom
  - Bloom-Syndrom
  - Familiäre poikilodermatische Amyloidose
  - Bloch-Sulzberger-Syndrom
  - PARC-Syndrom
  - Antinolo-Nieto-Borrego-Syndrom[9]
- Sekundäre Poilikodermie, erworbene Formen bei chronisch-entzündlichen oder neoplastischen Erkrankungen
  - Dermatomyositis
  - Systemische Sklerose
  - Lupus erythematodes, systemische Form
  - Parakeratosis variegata
  - Mycosis fungoides
  - Lichen ruber planus
  - Akrodermatitis chronica atrophicans Herxheimer
  - Urticaria pigmentosa
  - Riehl-Melanose, Synonyme: Civatte Krankheit; Civatte-Krankheit; Kriegsmelanose; Melanosis toxica lichenoides; Poikilodermia reticularis Civatte; Poikilodermia réticulée pigmentaire du visage et du cou; Poikilodermie réticulée pigmentaire Civatte; Riehl-Melanose; Riehlsche Melanose; Riehl-Syndrom
  - Aktinische Poikilodermie
  - Thermische Poikilodermie
  - Graft-versus-Host-Reaktion, chronische
  - Poikiloderma vasculare atrophicans (Petges-Cléjat-Syndrom; Poikilodermatomyositis)